# The Best Is Yet to Come
«The Best Is Yet to Come» (рос. «Найкраще ще попереду») — вісімнадцятий студійний альбом валлійської співачки Бонні Тайлер, випущений 26 лютого 2021 року на лейблі «earMUSIC». Це четвертий альбом Тайлер, випущений із продюсером Девідом Маккеєм, з яким вона створила свій попередній альбом «Between the Earth and the Stars» (2019) й свої ранні альбоми «The World Starts Tonight» (1977) та «Natural Force» (1978).

## Передумови й концепція
4 березня 2020 року Тайлер повідомила «Gold Radio», що закінчила роботу над новим альбомом. Спочатку альбом повинен був вийти в березні 2020 року, але його реліз був відкладений через пандемію COVID-19.
Кадри, у яких пісняр Стів Вомек виконує частину своєї пісні «When the Lights Go Down», були опубліковані на сайті Тайлер 14 квітня. Потім співачка почала публікувати уривки деяких треків на своїй сторінці в Instagram. Обкладинка й трек-лист були опубліковані 10 грудня 2020 року разом з уривками трьох треків, завантаженим на YouTube-канал Тайлер. Починаючи з 27 грудня 2020 року, щотижня, співачка публікувала уривки окремих треків альбому на своїх сторінках у Facebook й Instagram.

## Музика і лірика
«The Best Is Yet to Come» виконаний у звучанні поп-року 80-х років. Тайлер сказала «Ultimate Classic Rock», що, на її думку, пісня «When the Lights Go Down» має схоже звучання із музикою Брюса Спрінгстіна й Рода Стюарта.
Альбом містить чотири кавер-версії: «Somebody's Hero» С. Б. Гріна; «I'm Only Guilty (Of Loving You)», яку раніше записали Чік Вілліс і Таб Бенуа; «I'm Not in Love» гурту «10cc» і «Catch the Wind» Донована. Останні дві пісні спочатку призначалися як бонус-треки для попередньому альбому Тайлер «Between the Earth and the Stars».
У пісні «Sticked to My Guns» на сопілці грав еквадорський музикант Лео Рохас. Тайлер познайомився з Рохасом на ватиканському концерті «Ді Натале» в грудні 2019 року, де обидва були запрошені виступити в присутності Папи Франциска. Пізніше Рохас жартував над співпрацею з Тайлер в пості в Instagram.
8 березня 2021 року Тайлер опублікувала відео у TikTok, в якому пояснила, що вона записала пісню «Stronger Than a Man» з нагоди Міжнародного жіночого дня. Вона заявила: «У цій пісні є один рядок, який мені особливо сподобався. Там написано: „Місце жінки — це скрізь, де жінка хоче стояти“. Кілька разів у моїй ранній кар'єрі я стикалася з моментами, коли я була єдиною дівчиною всього фестивалю». Музичне відео до пісні було опубліковано з хештегом #WeAreHere, задля підвищення обізнаності щодо представництва жінок в музичній індустрії. Пост співачки був опублікований на британському музичному хабі TikTok.

## Промоушн

### Сингли
«When the Lights Go Down» вийшла як перший сингл 18 грудня 2020 року. Напередодні релізу синглу відбулася прем'єра ліричного відео до нього у «Ultimate Classic Rock». «The Best Is Yet to Come» вийшла у Великій Британії та Ірландії 8 січня 2020 року як другий сингл альбому. «Dreams Are Not Enough» мала всесвітній реліз як третій сингл альбому 26 лютого 2021 року, її вихід також супроводжувався ліричним відео.

### Тур
15 грудня 2020 Тайлер оголосила, що планує вирушити в європейський тур в ознаменування свого 70-річчя і випуску альбому «The Best Is Yet to Come». Тур розпочнеться 17 лютого 2022 року в «Mitsubishi Electric Halle» у Дюссельдорфі, Німеччина, і завершиться 29 квітня 2022 року в «Kongress am Park» в Аугсбурзі, Німеччина, загалом заплановано 38 концертів на майданчиках по всій Австрії, Бельгії, Франції, Німеччині та Швейцарії.

## Оцінки критиків
Журнал «Retro Pop» назвав «The Best Is Yet to Come» «найкращим альбомом Тайлер з часів „Hide Your Heart“ (1988)», зазначивши, що Тайлер звучить «відпочилою, сильною й тією, що рветься уперед». В огляді синглів «Retro Pop» описав заголовний трек як «шматочок досконалості нової хвилі 80-х», в якому представлені «пульсуючі синтезатори і наповнений гармонією довгий приспів, який виявляється чарівним». Маркос Пападатос з «Digital Journal» заявив, що Тайлер «доводить, що вона подібна прекрасному вину, де її пронизливий і небесний голос стає тільки краще з віком й досвідом», охарактеризувавши альбом як «еклектичний». У «Belfast Telegraph» Беверлі Роуз охарактеризувала «The Best Is Yet to Come» як «приємне прослуховування» і похвалила Тайлер за «привнесення чогось нового» з її кавером до пісні «I'm Not in Love» гурту «10cc». Критик з «The Scotsman» Фіона Шеперд назвала альбом «неоднорідним плейлистом каверів та оригіналів», але відзначила пісню «I'm Only Guilty (Of Loving You)» «сильним моментом». Критик з «Onet Muzyka» Бартош Седер зазначив, що «The Best Is Yet to Come» «не такий виразний», як попередні альбоми Тайлера, але що її «хрипкий вокал ідеально вписується в стиль пісень, натхненних 80-ми». У своїй статті для фінської газети «Helsingin Sanomat» Мерві Вуорела висловив думку, що Тайлер досягла би кращих результатів із піснями в стилі хардрок, а не в стилі попрок.

## Трек-лист
| Трек-лист The Best Is Yet to Come | Трек-лист The Best Is Yet to Come | Трек-лист The Best Is Yet to Come           | Трек-лист The Best Is Yet to Come |
| #                                 | Назва                             | Автор                                       | Тривалість                        |
| --------------------------------- | --------------------------------- | ------------------------------------------- | --------------------------------- |
| 1.                                | «The Best Is Yet to Come»         | Стів Вомек                                  | 3:03                              |
| 2.                                | «Dreams Are Not Enough»           | Нейл Локвуд                                 | 3:31                              |
| 3.                                | «Hungry Hearts»                   | Джош Рентон                                 | 3:12                              |
| 4.                                | «Stuck to My Guns»                | Вомек                                       | 3:49                              |
| 5.                                | «When the Lights Go Down»         | Вомек                                       | 3:29                              |
| 6.                                | «Stronger Than a Man»             | Шеллі Пейкен Дезмонд Чайлд Руслан Одноралов | 3:31                              |
| 7.                                | «I'm Not in Love»                 | Ерік Стюарт Грехем Галдмен                  | 4:24                              |
| 8.                                | «Somebody's Hero»                 | Клеменс Бенек                               | 4:00                              |
| 9.                                | «Call Me Thunder»                 | Вомек                                       | 4:38                              |
| 10.                               | «I'm Only Guilty (Of Loving You)» | Дейв Вілліамс Мік Паркер                    | 3:43                              |
| 11.                               | «You're the One»                  | Кевін Данн Девід Маккей                     | 4:04                              |
| 12.                               | «Catch the Wind»                  | Донован                                     | 3:15                              |
| 44:40                             |                                   |                                             |                                   |

## Учасники запису
Інформація вказана згідно тексту обкладинки альбому.

### Музиканти
- Бонні Тайлер – головний вокал
- Девід Маккей – продюсування (всі треки), перкусія (1–2, 4–5), бек-вокал (3, 5, 9), струнні (7, 11), програмування ударних (3, 8), бас-програмування (3), додаткові клавішні (4), клавішні (6), перкусія FX (6), піаніно (11)
- Річард Коттл – клавішні (1–9), орган (10–11), саксофон (7, 10), програмування ударних (7), перкусія FX (6)
- Стів Вомек – бек-вокал, гітари (5, 9)
- Джош Рентон – бек-вокал (3), гітари (3)
- Дез Шилдз – ударні (1–2, 5), бек-вокал (5)
- Нейл Локвуд – бек-вокал (2, 8)
- Кевін Данн – акустична гітара (12), бас (11–12)
- Міріам Стоклі – бек-вокал (1, 4–6, 9–12)
- Міріам Грей – бек-вокал (2–3, 7–8)
- Лоренс Коттл – бас (1–10)
- Боб Дженкінс – ударні (4, 6, 9–11)
- Джефф Вайтхорн – гітари (1–2, 4–7, 9–12)
- Аян Стюарт Лінн – піаніно (10)
- Рей Расселл – гітари (8, 11)
- Лео Рохас – сопілка (4)
- Джон Перр – гітара (11)

### Технічний персонал
- Девід Маккей – звукозапис, мікшування
- Род Х'юїсон – звукозапис (Стоклі в 1, 4–6, 9–12)
- Сільвіо Д'Анца – звукозапис (Рохас в 4)
- Джеррі Стівенсон – мастерінг

### Дизайн
- Фулалео – ілюстрування обкладинки
- Дженні Сейлер – додаткове оформлення
- Тіна Коргонен – фотографування

## Чарти
| Країна/чарт (2021)                            | Позиція |
| --------------------------------------------- | ------- |
| Австрія (Ö3 Austria)                          | 47      |
| Франція (SNEP)                                | 149     |
| Німеччина (Offizielle Top 100)                | 35      |
| Шотландія (OCC)                               | 28      |
| Швейцарія (Schweizer Hitparade)               | 28      |
| Велика Британія (UK Album Downloads (OCC))    | 35      |
| Велика Британія (UK Album Sales (OCC))        | 18      |
| Велика Британія (UK Independent Albums (OCC)) | 9       |
| Велика Британія (UK Physical Albums (OCC))    | 18      |

## Історія релізу
| Регіон | Дата           | Формат(и)               | Лейбл    | Ref.   |
| ------ | -------------- | ----------------------- | -------- | ------ |
| Різний | 26 лютого 2021 | CD цифрове завантаження | earMUSIC | [ 36 ] |